# The Island of the Fay
The Island of the Fay is een studioalbum van Tangerine Dream. De leider van de muziekgroep, Edgar Froese, schreef de laatste jaren veelvuldig muziek aan de hand van verhalen, of die nu van hemzelf of van anderen waren. In dit geval baseerde Froese zich op het verhaal The Island of the Fay uit 1841 van Edgar Allan Poe. Het album opende de serie Eastgates sonic poem series. Het album is opgenomen in de Eastgate Studio in Wenen in het voorjaar van 2011

## Musici
- Edgar Froese – toetsinstrumenten, gitaar
- Thorsten Quaeschning – toetsinstrumenten, elektronisch slagwerk, e-bow, mellotron
- Bernard Beibl – akoestische gitaar
- Linda Spa – dwarsfluit
- Iris Camaa – percussie

met
- Hoshiko Yamane – viool

## Muziek
| Nr. | Titel                                       | Duur  |
| --- | ------------------------------------------- | ----- |
| 1.  | Marmontel riding on a clef (Froese)         | 7:47  |
| 2.  | Breath kissing matter’s mouth (Quaeschning) | 8:59  |
| 3.  | Beauty of magic antagonism (Froese)         | 5:59  |
| 4.  | Fay bewitching the moon (Froese)            | 11:01 |
| 5.  | Cycle of eternity (Quaeschning)             | 6:46  |
| 6.  | Death in the shadow (Froese)                | 9:08  |
| 7.  | Moment of floating into the light (Froese)  | 9:28  |
| 8.  | Darkness veiling the night (Quaeschning)    | 8:44  |

CD1: The Island of the Fay ·
CD2: The Angel of the West Window ·
CD3: Finnegans wake ·
CD4: The castle